# Кампінас (мезорегіон)

Кампінас на карті штату Сан-Паулу

Кампінас (порт. Mesorregião de Campinas) — адміністративно-статистичний мезорегіон в Бразилії. Один із 15 мезорегіонів штату Сан-Паулу. Він складається із 49 муніципалітетів, згрупованих в п'ять мікрорегіонів. Населення становить 3708 тис. чоловік на 2006 рік. Займає площу 14 226,128 км². Густота населення — 260,7 чол./км².

## Склад мезорегіону
В мезорегіон входять такі мікрорегіони:
1. Ампару
2. Кампінас
3. Можі-Мірін
4. Пірасунунга
5. Сан-Жуан-да-Боа-Віста

| Бразилія | Це незавершена стаття з географії Бразилії. Ви можете допомогти проєкту, виправивши або дописавши її. |